# Yamamoto Akiko
Yamamoto Akiko est un nom japonais traditionnel ; le nom de famille (ou le nom d'école), Yamamoto, précède donc le prénom (ou le nom d'artiste).
Yamamoto Akiko () est une femme combattante japonaise du XVIIe siècle. Elle est principalement connue pour être l'une des rares femmes guerrières de cette époque. Elle voyage beaucoup et provoque de l'émoi partout où elle se rend.